# Средін Леонід Валентинович
Леонід Валентинович Средін (1860, Архангельськ — жовтень 1909, Ялта) — ялтинський хірург, громадський діяч.

## Біографія
Народився в 1860 році в Архангельську. Закінчив медичний факультет Московського університету, працював хірургом. Захворівши на туберкульоз, в 1891 році переїхав до Ялти. Тут відкрив хірургічні відділення в ялтинській лікарні, в Кореїзі, працював у лікарні громади Червоного Хреста. Оперував в земській лікарні Ялти, вів приватну практику в будинку Г. Ф. Ярцева.
За свою доброту, увагу, професіоналізм здобув любов і повагу оточуючих. Квартира Средіна була центром спілкування багатьох людей. Серед його знайомих були Антон Чехов, Максим Горький, Марія Єрмолова.

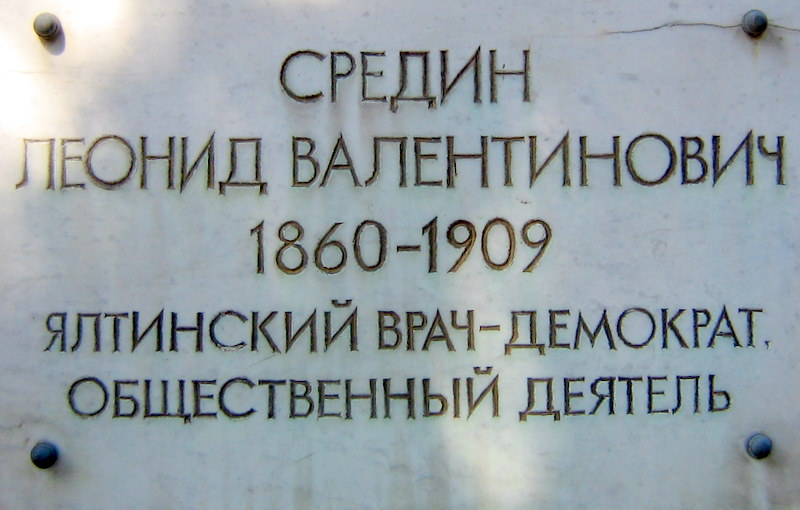
пам'ятна дошка

Помер в жовтні 1909 року. Був похований на колишньому Масандрівському кладовищі Ялти. На Полікурівському меморіалі в Ялті в 1982 році йому встановлена пам'ятна дошка.